# Toponimia de la Comunidad Valenciana

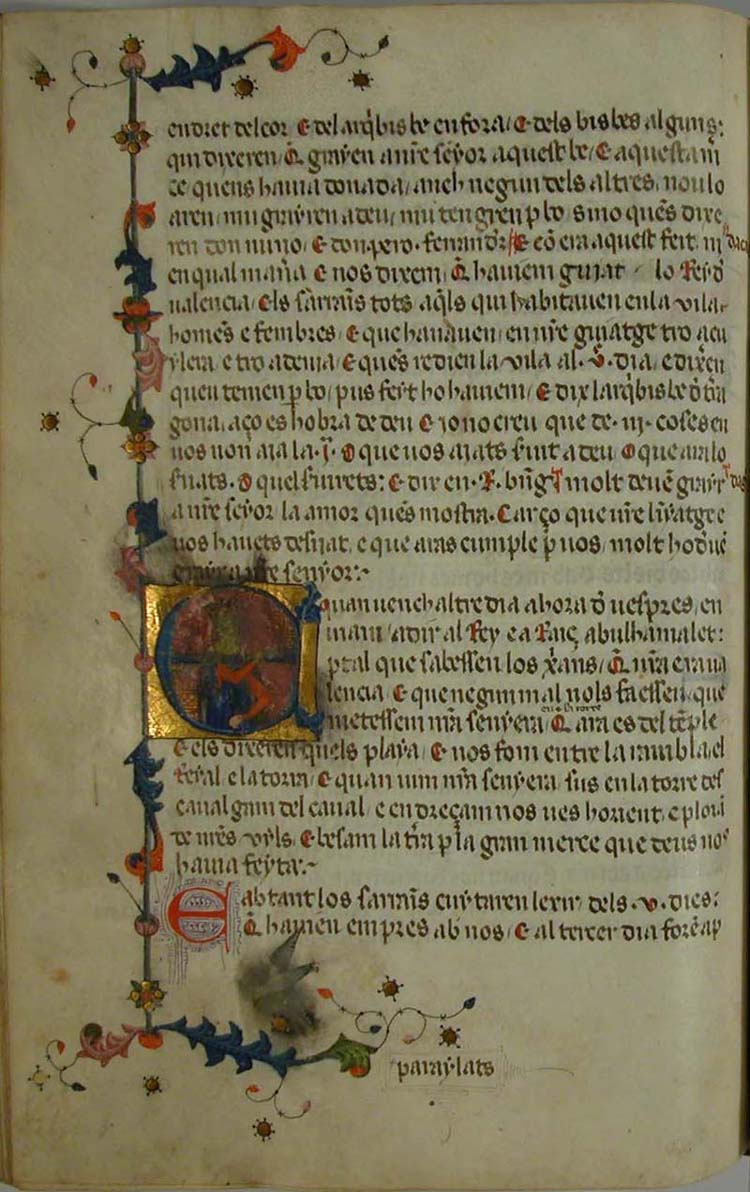
Libro de los Hechos de Jaime I, en el que se menciona una buena parte de la toponimia mayor actual de la Comunidad Valenciana.

La toponimia de la Comunidad Valenciana consiste en el estudio de los topónimos dentro de los actuales límites de la Comunidad Valenciana (España). La toponimia de una zona o región determinada está estrechamente relacionada con la historia, la lingüística y la cultura de los grupos humanos que han intervenido en su poblamiento a través del tiempo.

## Metodología
Su estudio resulta complejo dado que en los nombres de lugar, como se ignora muchas veces su significado, tan sólo la vía de la fonética puede conducir al origen del topónimo. Por tanto, hay que tener presente que la evolución de las palabras está sometida a unas leyes fonéticas peculiares y características de cada lengua, las cuales, sin embargo, son a veces interferidas por la acción de diversos factores (cultismo, cruces, substrato, etimología popular, etc.), que hacen necesario reconstruir en lo posible la historia del topónimo, reuniendo la mayor cantidad posible de sus variantes ortográficas en los documentos medievales, sin olvidar que con frecuencia los escribas los han deformado por latinización arbitraria, por catalanización sistemática o por castellanización, cuando no por etimología popular.
La toponimia puede estudiarse tanto de forma analítica (el estudio particular de cada uno de los lugares con nombre de un origen concreto), como en forma sintética o inductiva, es decir, tratando de inferir conceptos sobre la evolución histórica de una región a través del estudio de la toponimia de los lugares de dicha región.[cita requerida]

## Evolución histórica
El poblamiento en el Levante español tiene una gran antigüedad, habiéndose encontrado restos de Homo sapiens de hace alrededor de 40.000 años. En el campo de la historia propiamente dicha, las referencias escritas a los primeros nombres de la zona los tenemos en los escritos de los griegos, fenicios y cartagineses y, en especial, de los romanos, cuyo aporte en cuanto a los nombres de lugares resultó predominante, hasta la llegada de los árabes y, con ellos, de un importante poblamiento bereber.[cita requerida]

### Toponimia prehistórica

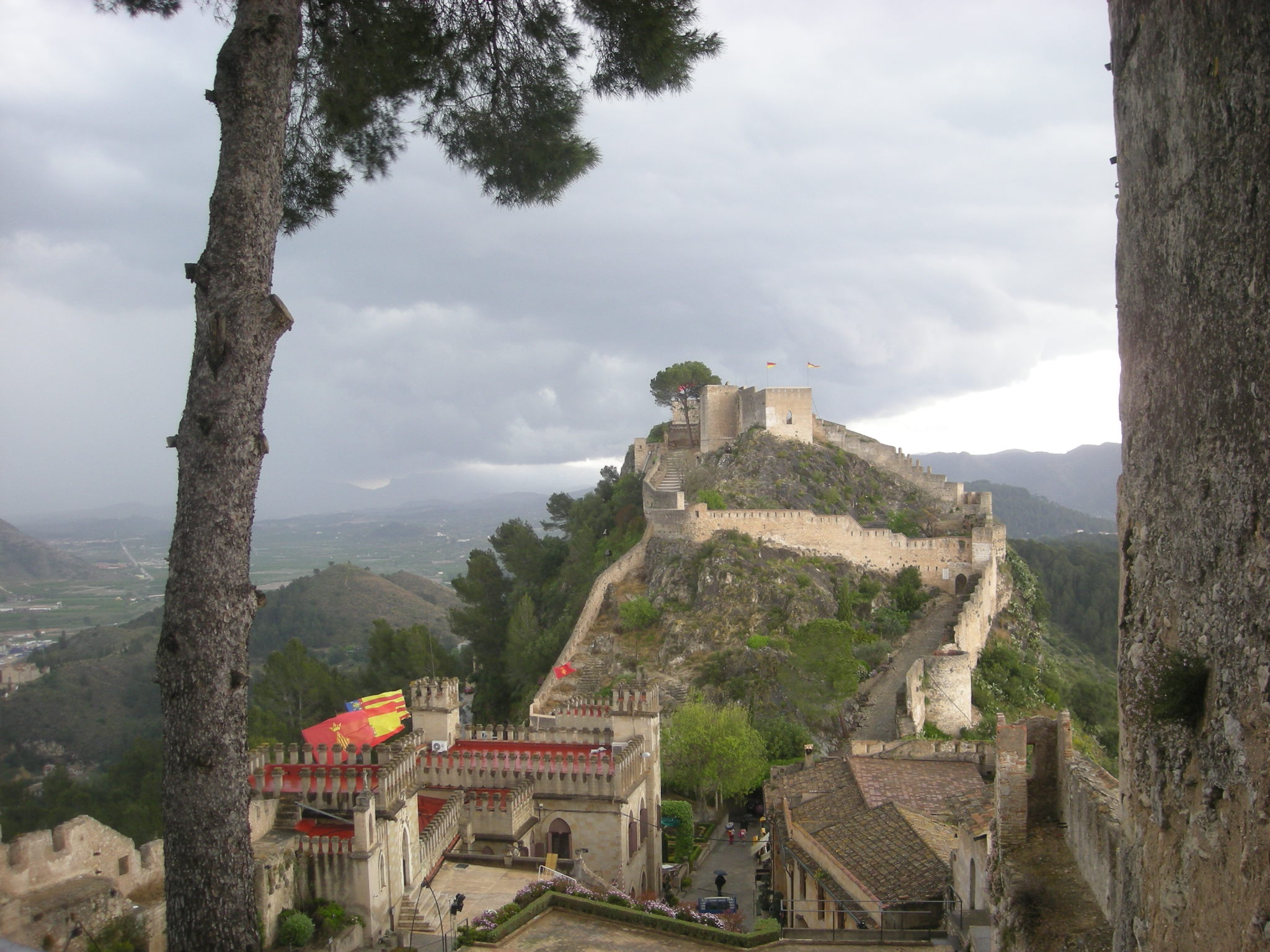
Castillo menor de Játiva, lugar donde se asentó la ciudad ibera de Saiti.

Aunque en la actualidad el vascoiberismo está casi totalmente abandonado, tuvo que haber influencias y préstamos recíprocos entre las lenguas iberas y el vasco, los cuales explicarían que ciertos nombres de lugar valencianos tengan el aspecto de parientes de ciertas palabras vascas. Así pues, parece quedar constancia de los siguientes términos: aran "valle" en Ares del Maestre, Aras de Alpuente o Araia (Alcora); arte "encina" en Artana, Artesa (Onda), Arteas (Bejís) o Artaj (Andilla); ondar "arena" en Ondara y Onda; sagar "manzana" en Segarra (Cuevas de Vinromá) y Segària (Pego); zarika "sauce" en Sarga (Jijona) o Sarganella (Castalla).
Por otra parte, para determinar el origen prerromano de algunos topónimos es también útil clasificarlo por grupos que se repiten muchas veces, especialmente sufijos. Así ocurre con el sufijo -esa, que aparece en Oropesa, Artesa (Onda), Enesa (Puig), Carpesa, Penadesa (Castalla), Ronesa (Tibi), Mailesa (Titaguas), Montesa, Arinesa (Culla), Puebla-Tornesa, etc. Destacan también el sufijo -astro: Macastre, Bonastre (Villarreal), Ricastre (Yátova); y el sufijo -uba: Yátova, Gátova, Énova, Llácova (Morella), etc.
La gran mayoría de estos topónimos fueron alterados en épocas posteriores y muchos de los topónimos que encontramos escritos por primera vez en época romana son latinizaciones de topónimos anteriores, como es el caso de Edeta (Liria) y Játiva, que los íberos conocían como Saiti.

### Toponimia romana
Hay un número relativamente alto de poblaciones que mantienen su nombre latino, en algunos casos modificado por el árabe, aunque es destacable que el topónimo dado por los romanos se basa en muchos casos en otros topónimos anteriores. Topónimos romanos son Alicante (< Lucentum), 
Aspe (< Aspis), Beselga (< Basílica), Chelva (< Silva), Cocentaina (< Contestania), Cofrentes (< Confluentes), Denia (< Dianium), Elche (< Illice), Jalón (< Salone), Játiva (< Saitabi), Peñíscola (< Península), Sagunto (< Saguntum), Sax (< Saxum) o Valencia (< Valentia). Son también de origen latino hidrónimos como Júcar (< Sucrone) o Turia (< Tyris). En el caso de Sagunto, el topónimo fue sustituido en época medieval por Muri Veteres (muros viejos) que derivó en Morvedre (Murviedro en español). El topónimo actual se recuperó a principios del siglo XIX.
Las villas romanas y predios solían llevar el nombre de su propietario. Éste iba aislado en raras ocasiones (Agost < Augustus), pero generalmente iba acompañado de sufijos, como -olus /a: Borriol < Buriolus < Burius; Mariola < Mariola < Marius; Orihuela < Oriola < Aureiola < Aureus. El sufijo más común, no obstante, es -anus /a: Gaià (Pego) < Gaiana < Gaius; Gayanes < Gaianae < Gaius; Llançà (Onteniente) < Lanciana < Lancius; Meliana < Aemiliana < Aemilius; Petrel < Petraria < Petrus; Poliñá de Júcar < Paulinianus < Paulinius; Saranyana (Todolella) < Serimiana < Serimius.; o Sollana < Sulliana < Sullius. La relativa escasez en tierras valencianas de topónimos acabados en -à /ana, tan abundantes en Cataluña, obedece al hecho de que los árabes alteraron la pronunciación del sufijo toponímico -anus /a en -én /a por una inflexión de la vocal tónica debida a la acción de la imala (el mismo fenómeno que produce Pagus > Pego). Posteriormente, dada la escasez de palabras valencianas acabadas en -én, se produjo en la mayoría de los casos la epéntesis de una -t (por analogía de los participios de presente), produciendo topónimos como, por ejemplo, Agullent. Dado lo común del sufijo -anus /a, en ocasiones se han publicado reducciones que han resultado ser erróneas, como la derivación de Villena < Belliana / Velliana < Bellius / Vellius, cuando en realidad proviene del árabe بليانة (bilyānatu); o la derivación de La Eliana < Aeliana < Aelius, cuando es un municipio de creación relativamente reciente que tomó su nombre de San Elías.

### Toponimia medieval

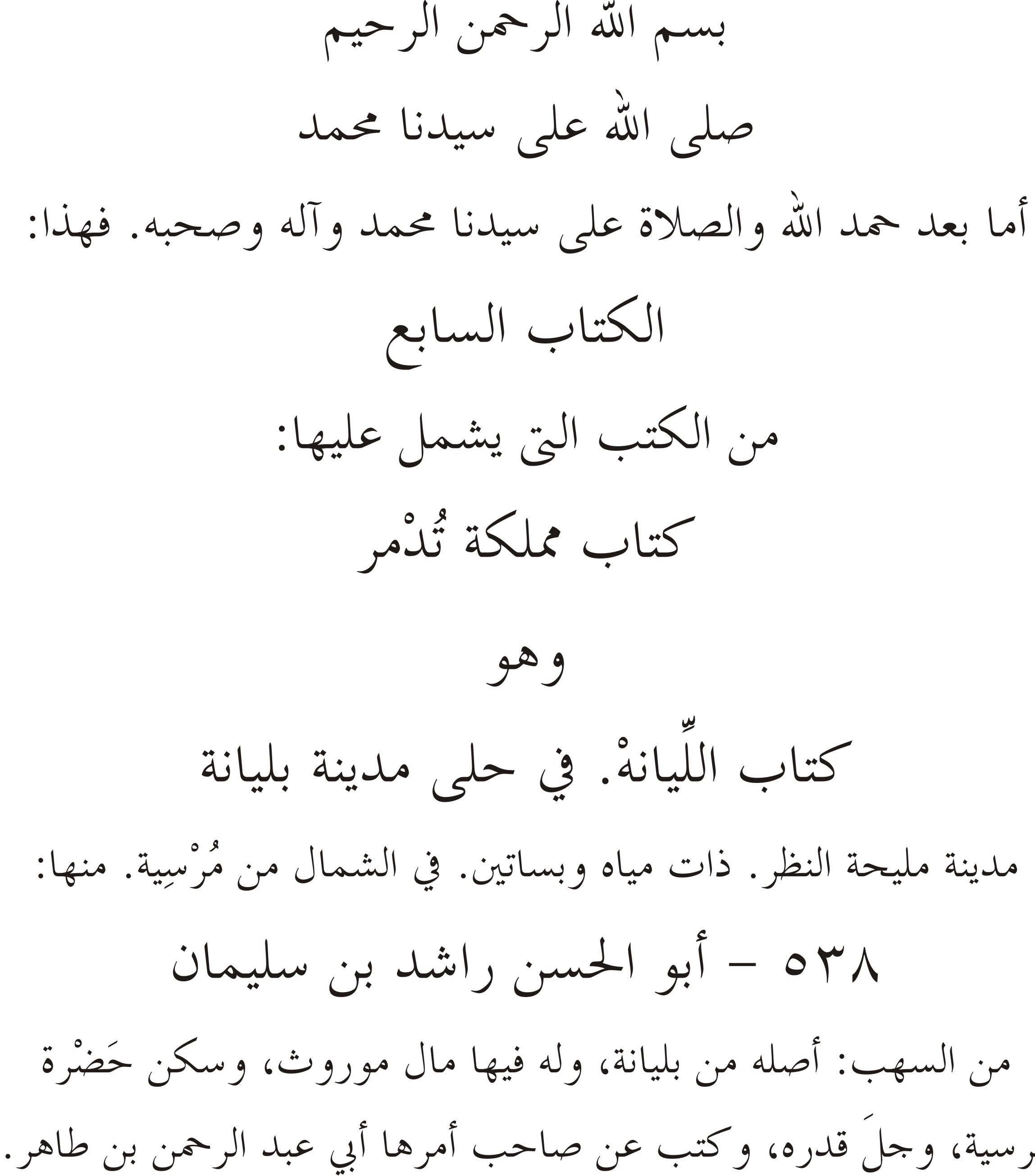
Extracto del capítulo sobre Villena de Al-Mugrib fī ḥulā al-Magrib, donde aparece una de las menciones más antiguas al topónimo actual de la ciudad.

Tras la caída del Imperio romano se suceden las invasiones bárbaras, que han dejado constancia en topónimos como el visigodo Catadau (< Cat Daur, "propiedad de Daur"). La mayoría de los topónimos medievales, no obstante, provienen del árabe. Algunos de los topónimos son simples apelativos como Ador (< الدور ad-dūr, "el turno [del agua de riego]"); Albaida (< البيضئ al-baīḑà, "la blanca"); Albelda (< البلدة al-baladatu, "la población"); Albalat dels Sorells, Albalat de la Ribera, Albalat de Taronchers (< البلاط al-balāṭ, "la calzada"); Alboraya (< البريجة al-buraīĝatu, "la torrecita"); Albufera (< البحيرة al-buḥraīratu, "el marecito"); Alcalá de Chivert (< القلعة al-qal‘atu, "el castillo"); Alcalatén (< القلعتين al-qal‘ataīn, "los dos castillos"); Alcácer, Alcocer de Planes (< القصر al-qaşr, "el alcázar"); Alcira (< الجزيرة al-ĝazīratu, "la isla"); Aldaya (< الضيعة aḑ-ḑa‘īatu, "la finca" o "la aldea"); Alfafar (< الفخارة al-fajāratu, "la alfarería"); La Jana (< الجنة al-ĝinnatu, "el huerto"); Alginet (< الجنات al-ĝinnāt, "los huertos"); Almonacid, El Monastil (< المنستير al-munastīr’, "el monasterio"); Almoradí (< المُوَلّدين al-Muūalladīn, "los muladíes"); Almudaina (< المدينة al-mudaīnatu, "la ciudadcita"); Anahuir (< النواعير an-naūā‘īr, "las norias"); Biar (< بِئَر bi'ar, "pozo"); Masanet (Bocairente) (< منزل السند  manzil as-sanad’, "el parador de la ladera"); Mislata (< منزل عطاء manzil ‘Aṭā’, "el parador de Atá"); Rafal (< الرحل al-raḥl, "el rahal"). Algunos provienen de una unión de términos en árabe y romance: Rafelbuñol (< رحل balneolu raḥl balneolu, "el rahal del baño [lugar de aguas]"). Un buen número de topónimos aparentemente árabes son en realidad arabizaciones de términos romances: Caudete de las Fuentes, Caudete (< القبدغ al-qabdag < cap d'aq < caput aquae, "cabeza de agua"); Vinalopó (< بنلوب binalūb < Pinna Lupi < "peña del lobo").
Como paralelismo con las villas y predios romanos, el topónimo de las alquerías, rahales y manziles andalusíes solía provenir también de un patrónimo, generalmente precedido de أبو (abū, "padre"), بن (bin, "hijo") o بني (banī, "hijos"; بنو banū en árabe clásico). Del primer caso tenemos ejemplos como Albocácer (< أبو قصير Abū Qaşīr, "Padre de Qasir") o Albuixech (< أبو إسحاق Abū Isḥāq, "Padre de Isaac"); El segundo caso es con diferencia el más común, y de éste existen infinidad de ejemplos en tierras valencianas: Benejama (< بني الشحمي banī aŝ-Ŝaḥmī, "Hijos de las tierras fértiles"); Benicasim (< بني قاسم banī Qāsim, "Hijos del Repartidor [Alá]"); Benijófar (< بني جعفر banī Ĝa‘far, "Hijos de Yafar"); Benimámet (< بني محبط banī Maḥbiṭ, "Hijos de Mahbit"); Benimeli (< بني مالك banī Mālik, "Hijos de Malik [Rey]"); Benimuslem (< بني مسلم banī Muslim, "Hijos del musulmán"); Redován (< بَبي ردون banī Ridūan, "Hijos de Riduan"); Sedaví (< بَبي سيدبي banī Sīdabī, "hijos del setabense"); Vinalesa (< ¿ بن ben Aleza, "Hijos de Aleza").
Muchos de los topónimos de origen descriptivo pueden ser útiles a la hora de corroborar datos históricos. Así, la existencia de una vía romana o árabe queda evidenciada a partir de topónimos como Albalat (< البلاط al-balāṭ, "la calzada"), Almohaja (Aspe) (< المحجة al-maḥaĝĝatu, "el camino real"), Albatera (< الوتيرة al-ūatīratu, "la pista"), Almusafes (< المنصف al-manşaf, "la mitad del camino") Alboret (< البريد al-barīd "la posta, el correo") o los derivados de منزل (manzil, "parador"): Masamagrell, Masalfasar, Masarrochos, Masanasa, etc. Por su parte, los topónimos derivados de كنيسة (kanīsatu, "la iglesia"), como la Canesia (Lorcha), Alcaníssia (Murla), els Canissis (Novelda) o la Carènsia (Turís), denuncian la existencia de núcleos mozárabes.

### Toponimia moderna
Buena parte de los topónimos mayores valencianos ya figuran en el Llibre dels feyts y el Llibre del Repartiment, entre otros textos medievales. Sin embargo, existen otros topónimos que se han desarrollado posteriormente, algunos incluso en fechas recientes, y tienen por tanto origen en las lenguas aragonesa, catalana o española.[cita requerida] Un buen número de estos topónimos derivan de nombres de santos, como San Fulgencio o la Colonia de Santa Eulalia. A partir del siglo XVIII aparecen algunos basados en poblaciones ya existentes, como Nueva Tabarca, basada en la isla tunecina homónima de la que provenían los pobladores.
Existen también en este periodo, al igual que en etapas anteriores, topónimos derivados de patronímicos, como Los Montesinos, Torre de Embesora, Sierra Engarcerán o Emperador. Asimismo, ha persistido el antiguo uso del término lugar con el sentido actual de pedanía en topónimos como Lugar Nuevo de la Corona, Lugar Nuevo de San Jerónimo y Lugar Nuevo de Fenollet, que se origina, además, en un patronímico.